# Epoligosita duliniae
Epoligosita duliniae är en stekelart som beskrevs av Livingstone och Yacoob 1983. Epoligosita duliniae ingår i släktet Epoligosita och familjen hårstrimsteklar. Inga underarter finns listade i Catalogue of Life.